# Olympische Sommerspiele 2008/Leichtathletik – Hochsprung (Frauen)

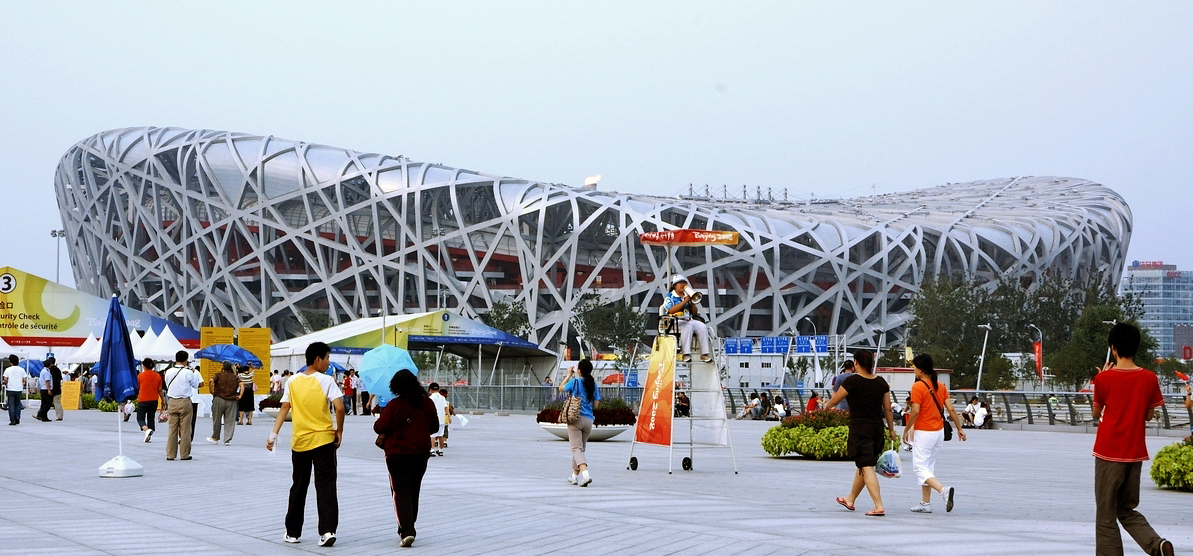
Das Vogelnest – Olympiastadion von Peking

Der Hochsprung bei den Olympischen Spielen 2008 in Peking wurde am 21. und 23. August 2008 ausgetragen. 31 Athletinnen nahmen daran teil.
Olympiasiegerin wurde die Belgierin Tia Hellebaut. Sie gewann vor der Kroatin Blanka Vlašić. Bronze errang die US-Amerikanerin Chaunté Howard.

## Aktuelle Titelträgerinnen
| Olympiasiegerin 2004                       | Jelena Slessarenko ( Russland)                        | 2,06 m                                                | Athen 2004          |
| Weltmeisterin 2007                         | Blanka Vlašić ( Kroatien)                             | 2,05 m                                                | Ōsaka 2007          |
| Europameisterin 2006                       | Tia Hellebaut ( Belgien)                              | 2,03 m                                                | Göteborg 2006       |
| Panamerikanische Meisterin 2007            | Romary Rifka ( Mexiko)                                | 1,98 m                                                | Rio de Janeiro 2007 |
| Zentralamerika- und Karibik-Meisterin 2008 | Levern Spencer ( St. Lucia)                           | 1,91 m                                                | Cali 2008           |
| Südamerika-Meisterin 2007                  | Caterine Ibargüen ( Kolumbien)                        | 1,84 m                                                | São Paulo 2007      |
| Asienmeisterin 2007                        | Tatjana Jefimenko ( Kirgisistan)                      | 1,94 m                                                | Amman 2007          |
| Afrikameisterin 2004                       | Anika Smit ( Südafrika)                               | 1,88 m                                                | Addis Abeba 2008    |
| Ozeanienmeisterin 2008                     | Hochsprung der Frauen nicht im Meisterschaftsprogramm | Hochsprung der Frauen nicht im Meisterschaftsprogramm | Saipan 2008         |

## Rekorde

### Bestehende Rekorde
| Weltrekord         | 2,09 m | Stefka Kostadinowa ( Bulgarien) | Rom, Italien                  | 30. August 1987 |
| Olympischer Rekord | 2,06 m | Jelena Slessarenko ( Russland)  | Finale OS Athen, Griechenland | 28. August 2004 |

Der bestehende olympische Rekord wurde bei diesen Spielen nicht erreicht. Die größte Höhe erzielten zwei Athletinnen. Die belgische Olympiasiegerin Tia Hellebaut (erster Versuch) und die kroatische Silbermedaillengewinnerin Blanka Vlašić (zweiter Versuch) übersprangen 2,05 m und verfehlten diesen Rekord damit nur um einen Zentimeter. Zum Weltrekord fehlten ihnen vier Zentimeter.

### Rekordverbesserungen
Es wurde ein neuer Landesrekord aufgestellt:

2,05 m – Tia Hellebaut (Belgien), Finale am 23. August, erster Versuch

## Doping
In dieser Disziplin gab es gleich drei Dopingsünderinnen, die im Jahre 2016 überführt und disqualifiziert wurden.
- Anna Tschitscherowa, Russland – zunächst Dritte. Ihr wurde ihre Bronzemedaille wegen Dopingmissbrauchs aberkannt.[6]
- Jelena Slessarenko, ebenfalls Russland – zunächst Vierte. Auch ihre Platzierung wurde wegen Dopingmissbrauchs annulliert.[6]
- Wita Palamar, Ukraine – zunächst Fünfte. Ihr Resultat wurde wegen Dopingmissbrauchs gestrichen.[6]

## Legende
Kurze Übersicht zur Bedeutung der Symbolik – so üblicherweise auch in sonstigen Veröffentlichungen verwendet:
| – | verzichtet                            |
| o | übersprungen                          |
| x | ungültig                              |
| r | Wettkampf nicht fortgesetzt (retired) |

## Qualifikation
21. August 2008, 10:50 Uhr
Die Qualifikation wurde in zwei Gruppen durchgeführt. Die Qualifikationshöhe für den direkten Finaleinzug betrug 1,96 m. Keine der teilnehmenden Springerinnen ging diese Höhe überhaupt an, da sich abzeichnete, dass übersprungene 1,93 m genügten, um sich für das Finale zu qualifizieren. Fünfzehn Athletinnen (hellgrün unterlegt) erreichten so das Finale. Unter ihnen waren die drei oben genannten Dopingbetrügerinnen, sodass nur zwölf von den Finalistinnen in die Wertung gelangten.

### Gruppe A

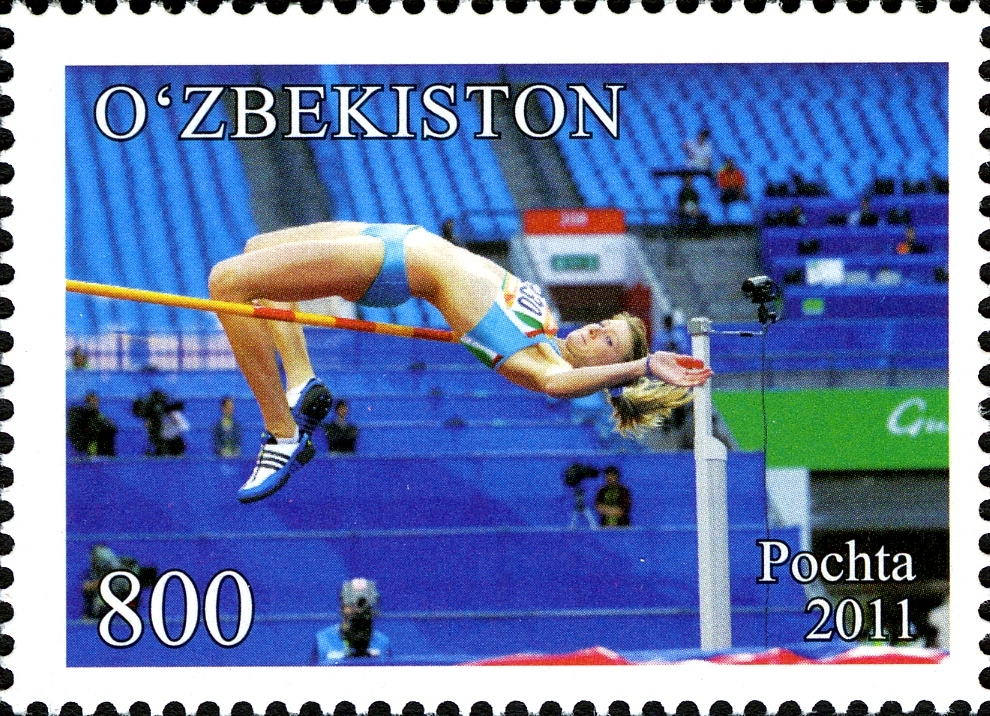
Svetlana Radzivil – ausgeschieden mit 1,89 m
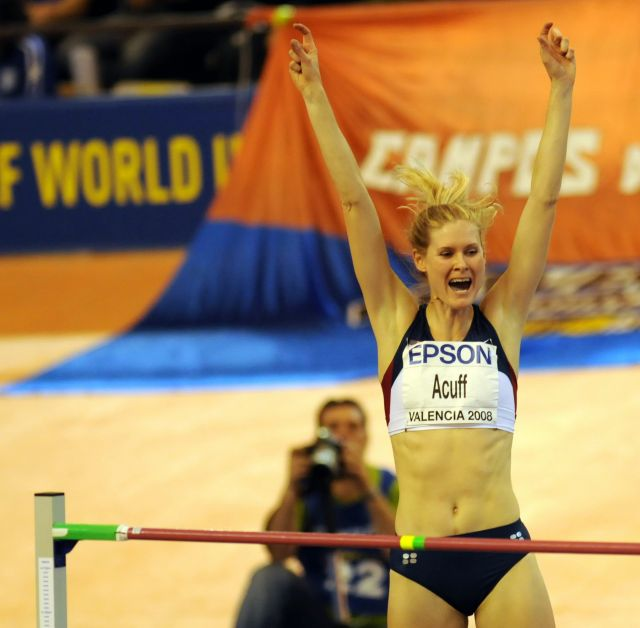
Amy Acuff – ausgeschieden mit 1,89 m

| Platz | Name                  | Nation              | 1,80 m | 1,85 m | 1,89 m | 1,93 m | Höhe (m) | Anmerkung                               |
| ----- | --------------------- | ------------------- | ------ | ------ | ------ | ------ | -------- | --------------------------------------- |
| 1     | Tia Hellebaut         | Belgien             | –      | o      | o      | o      | 1,93     |                                         |
| 2     | Ariane Friedrich      | Deutschland         | –      | o      | xo     | o      | 1,93     |                                         |
| 3     | Swetlana Schkolina    | Russland            | o      | o      | o      | xo     | 1,93     |                                         |
| 4     | Romana Dubnová        | Tschechien          | o      | xo     | o      | xxo    | 1,93     |                                         |
| 5     | Doreen Amata          | Nigeria             | o      | o      | o      | xxx    | 1,89     |                                         |
| 6     | Svetlana Radzivil     | Usbekistan          | o      | xo     | o      | xxx    | 1,89     |                                         |
| 7     | Amy Acuff             | USA                 | o      | o      | xo     | xxx    | 1,89     |                                         |
| 8     | Zheng Xingjuan        | Volksrepublik China | xo     | o      | xxo    | xxx    | 1,89     |                                         |
| 9     | Karina Vnukova        | Litauen             | o      | o      | xxx    |        | 1,85     |                                         |
| 10    | Sharon Day            | USA                 | xo     | o      | xxx    |        | 1,85     |                                         |
| 10    | Antonia Stergiou      | Griechenland        | xo     | o      | xxx    |        | 1,85     |                                         |
| 12    | Jekaterina Jewsejewa  | Kasachstan          | o      | xxo    | xxx    |        | 1,85     |                                         |
| 13    | Noeng Ruthai Chaipech | Thailand            | o      | xxx    |        |        | 1,80     |                                         |
| 13    | Ina Gliznuța          | Moldau              | o      | xxx    |        |        | 1,80     |                                         |
| DOP   | Wita Palamar          | Ukraine             | –      | o      | o      | xo     | 1,93     | im Finale dabei, später disqualifiziert |
| DOP   | Anna Tschitscherowa   | Russland            | o      | o      | xo     | xo     | 1,93     | im Finale dabei, später disqualifiziert |

### Gruppe B
| Platz | Name                  | Nation      | 1,80 m | 1,85 m | 1,89 m | 1,93 m | Höhe (m) | Anmerkung                               |
| ----- | --------------------- | ----------- | ------ | ------ | ------ | ------ | -------- | --------------------------------------- |
| 1     | Marina Aitowa         | Kasachstan  | o      | o      | o      | o      | 1,93     |                                         |
| 1     | Ruth Beitia           | Spanien     | o      | o      | o      | o      | 1,93     |                                         |
| 1     | Wita Stjopina         | Ukraine     | o      | o      | o      | o      | 1,93     |                                         |
| 4     | Antonietta Di Martino | Italien     | xo     | o      | o      | o      | 1,93     |                                         |
| 5     | Iva Straková          | Tschechien  | o      | o      | xxo    | o      | 1,93     |                                         |
| 6     | Chaunté Howard        | USA         | o      | o      | o      | xo     | 1,93     |                                         |
| 6     | Blanka Vlašić         | Kroatien    | o      | o      | o      | xo     | 1,93     |                                         |
| 8     | Emma Green            | Schweden    | o      | o      | o      | xxo    | 1,93     |                                         |
| 9     | Melanie Skotnik       | Frankreich  | o      | o      | o      | xxx    | 1,89     |                                         |
| 10    | Nicole Forrester      | Kanada      | o      | o      | xo     | xxx    | 1,89     |                                         |
| 11    | Anna Iljuštšenko      | Estland     | o      | xxo    | xo     | xxx    | 1,89     |                                         |
| 12    | Nadiya Dusanova       | Usbekistan  | xxo    | o      | xxx    |        | 1,85     |                                         |
| 13    | Levern Spencer        | St. Lucia   | –      | xo     | xxx    |        | 1,85     |                                         |
| NM    | Tatjana Jefimenko     | Kirgisistan | xxx    |        |        |        | ogV      |                                         |
| NM    | Romary Rifka          | Mexiko      | xxx    |        |        |        | ogV      |                                         |
| DOP   | Jelena Slessarenko    | Russland    | o      | o      | xo     | xxo    | 1,93     | im Finale dabei, später disqualifiziert |

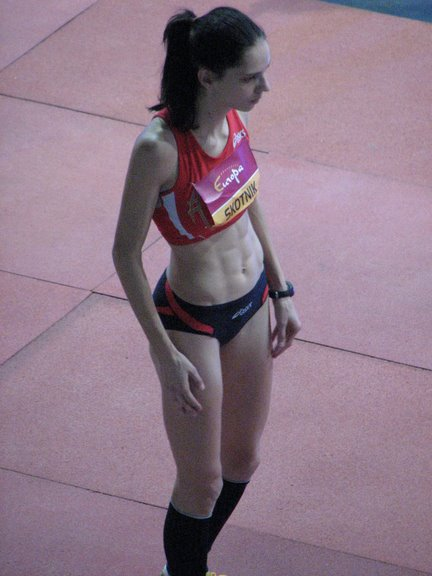
Melanie Skotnik – ausgeschieden mit 1,89 m

Weitere in Qualifikationsgruppe B ausgeschiedene Hochspringerinnen:

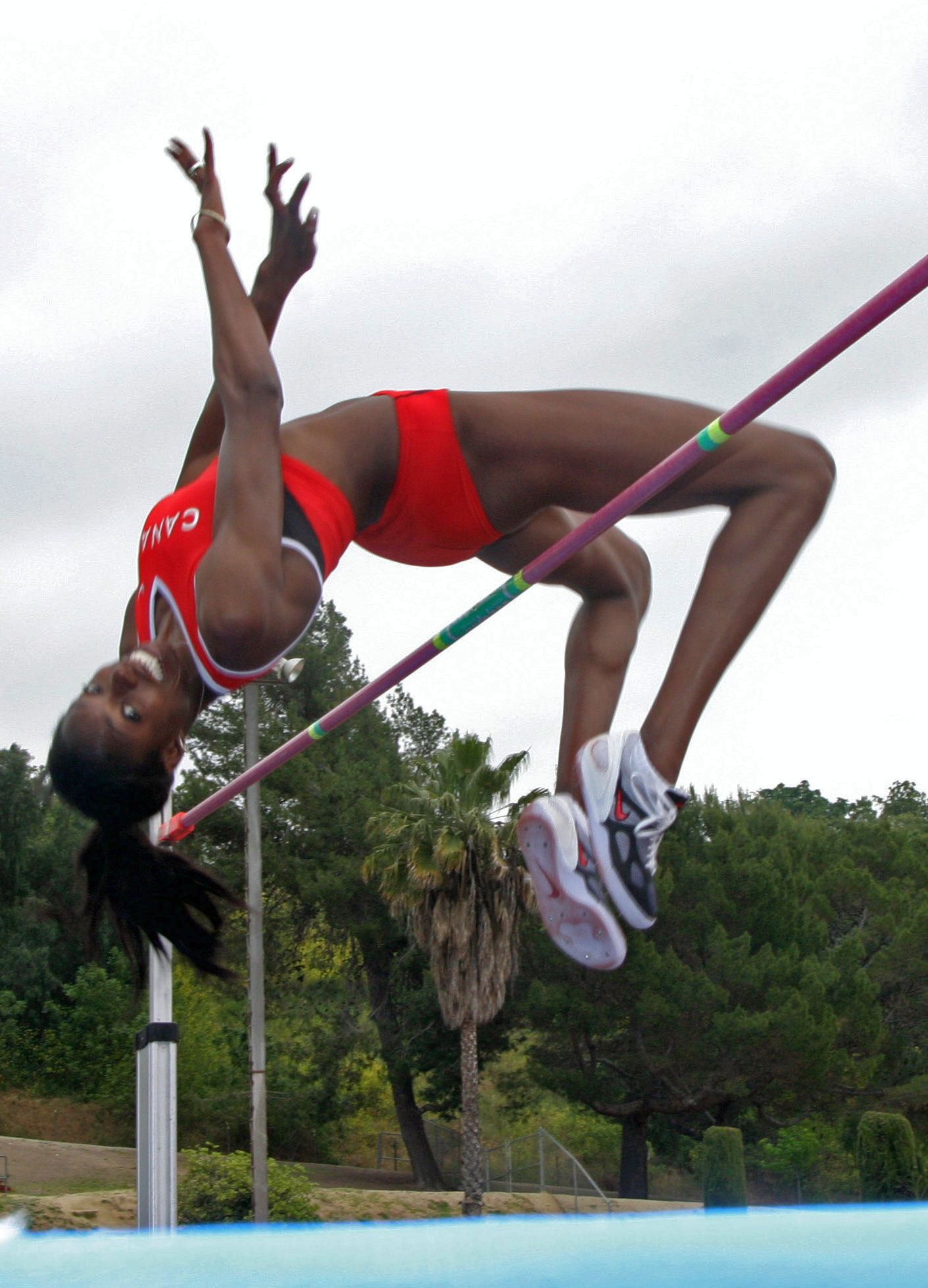
Nicole Forrester – 1,89 m
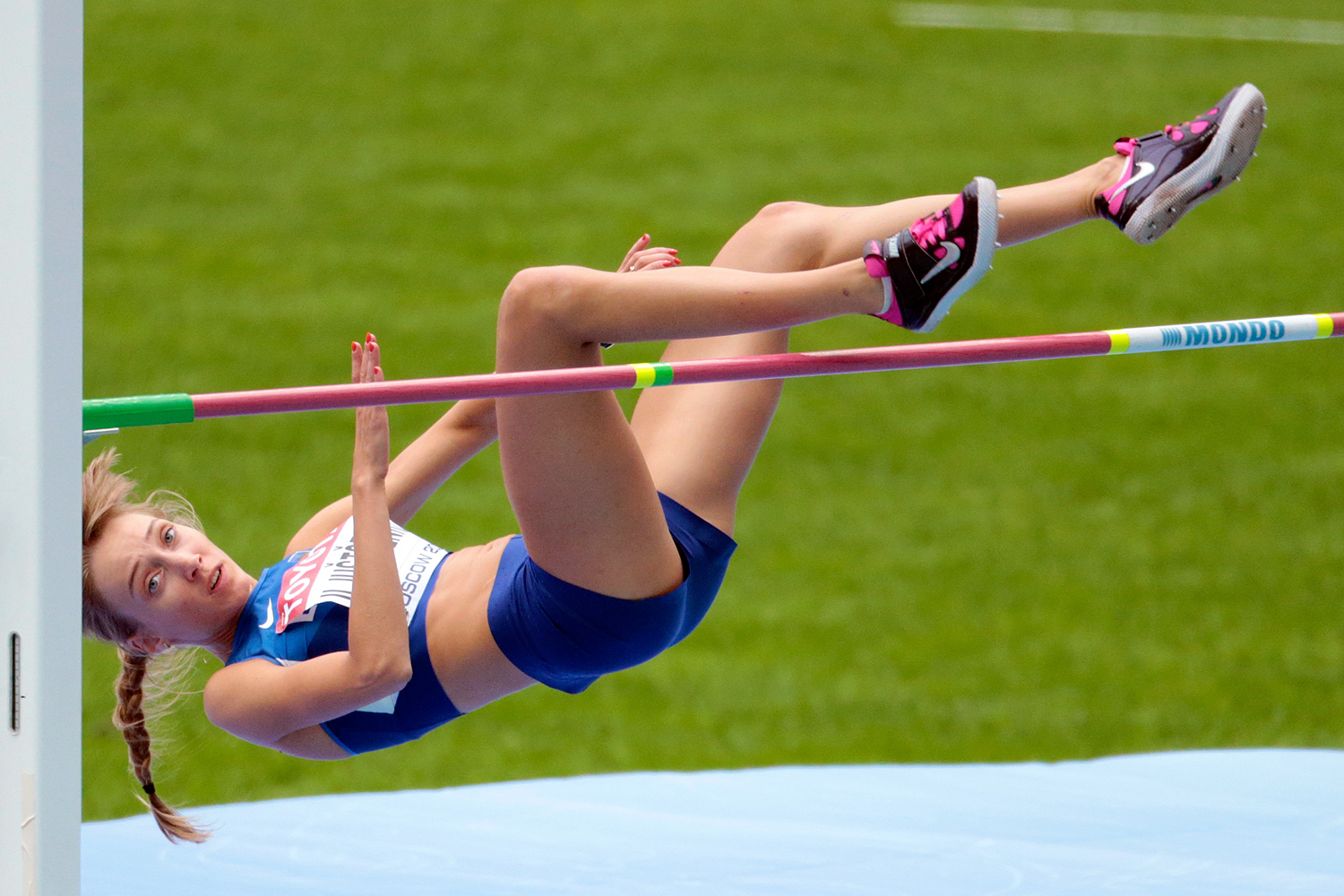
Anna Iljuštšenko – 1,89 m
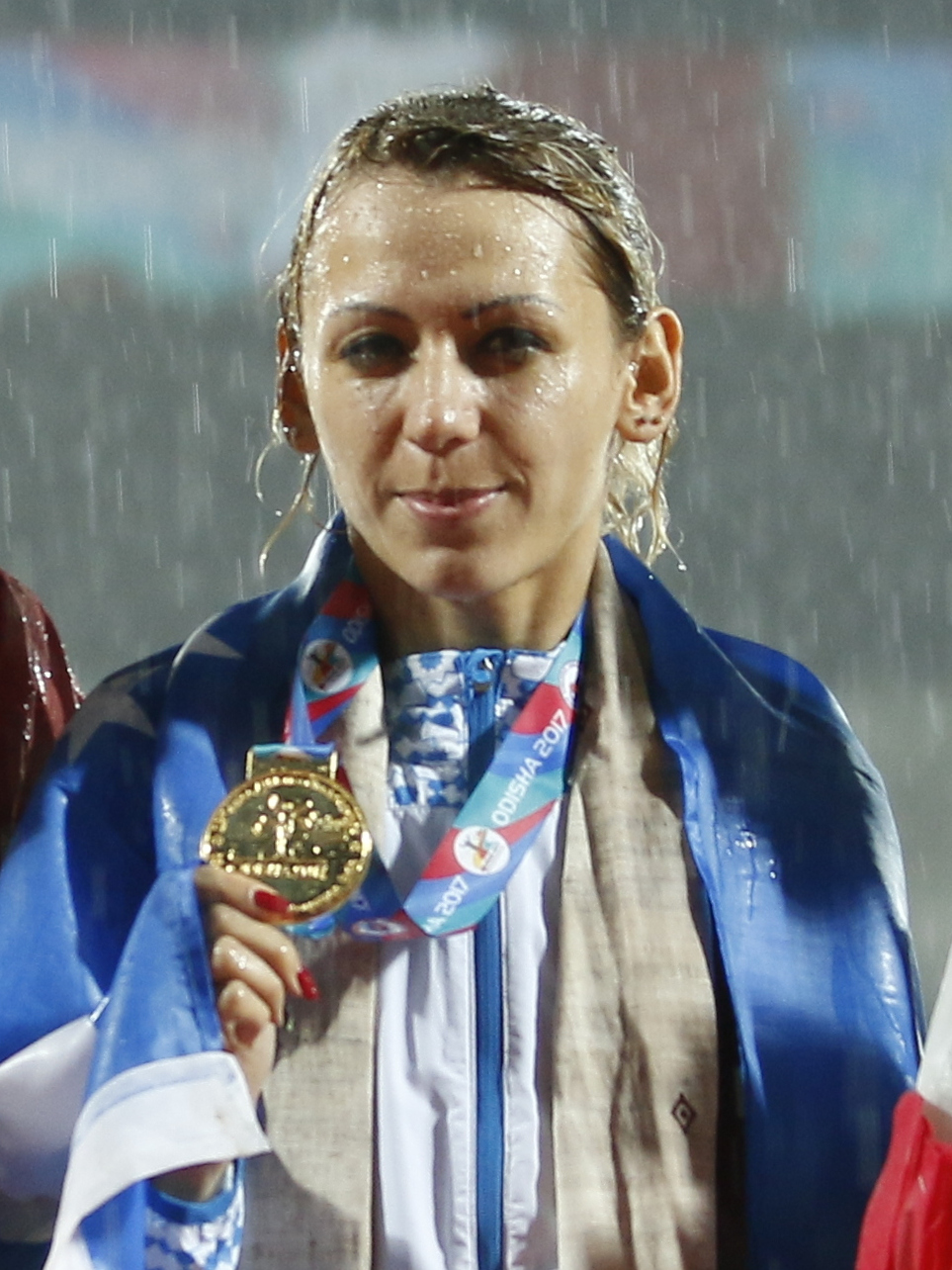
Nadiya Dusanova – 1,85 m
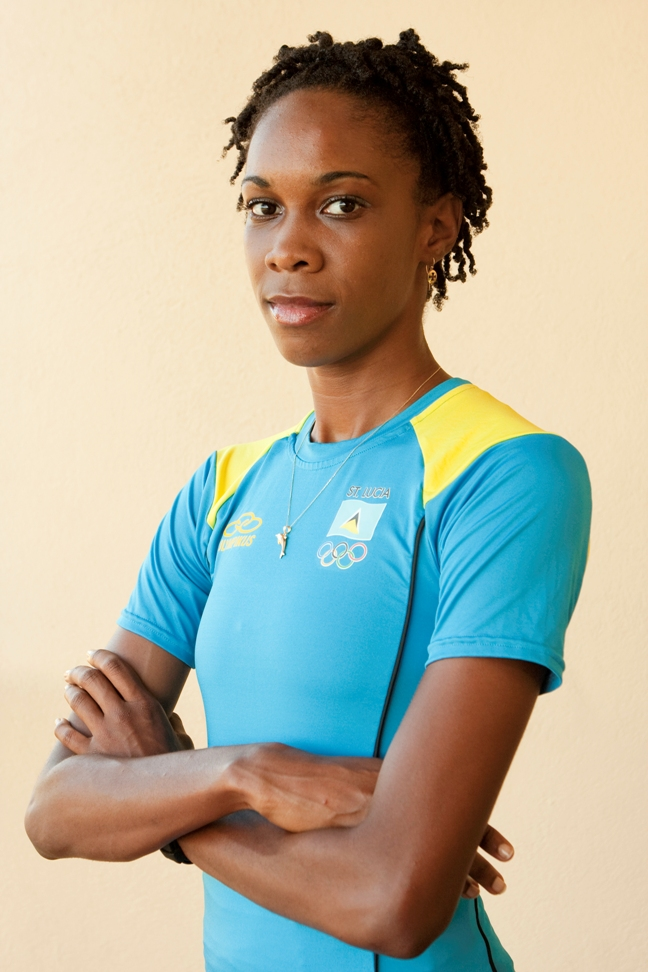
Levern Spencer – 1,85 m

## Finale
23. August 2008, 19:00 Uhr
| Platz | Name                  | Nation      | 1,85 m | 1,89 m | 1,93 m | 1,96 m | 1,99 m | 2,01 m | 2,03 m | 2,05 m | 2,07 m | Endresultat (m) | Anmerkung                                                 |
| ----- | --------------------- | ----------- | ------ | ------ | ------ | ------ | ------ | ------ | ------ | ------ | ------ | --------------- | --------------------------------------------------------- |
| 1     | Tia Hellebaut         | Belgien     | o      | o      | o      | o      | xo     | xo     | xo     | o      | x–     | 2,05            | NR                                                        |
| 2     | Blanka Vlašić         | Kroatien    | o      | o      | o      | o      | o      | o      | o      | xo     | xxx    | 2,05            |                                                           |
| 3     | Chaunté Howard        | USA         | o      | o      | xo     | xo     | xxo    | xxx    |        |        |        | 1,99            |                                                           |
| 4     | Ruth Beitia           | Spanien     | o      | o      | o      | o      | xxx    |        |        |        |        | 1,96            |                                                           |
| 4     | Ariane Friedrich      | Deutschland | o      | –      | o      | o      | xxx    |        |        |        |        | 1,96            |                                                           |
| 6     | Emma Green            | Schweden    | o      | o      | o      | xxo    | xxx    |        |        |        |        | 1,96            |                                                           |
| 7     | Marina Aitowa         | Kasachstan  | o      | o      | o      | xxx    |        |        |        |        |        | 1,93            |                                                           |
| 7     | Antonietta Di Martino | Italien     | o      | o      | o      | xxx    |        |        |        |        |        | 1,93            |                                                           |
| 9     | Iva Straková          | Tschechien  | o      | o      | xxo    | xxx    |        |        |        |        |        | 1,93            |                                                           |
| 9     | Wita Stjopina         | Ukraine     | o      | o      | xxo    | xxx    |        |        |        |        |        | 1,93            |                                                           |
| 11    | Swetlana Schkolina    | Russland    | o      | xo     | xxo    | xxx    |        |        |        |        |        | 1,93            |                                                           |
| 12    | Romana Dubnová        | Tschechien  | o      | xo     | x–     | r      |        |        |        |        |        | 1,89            |                                                           |
| DOP   | Anna Tschitscherowa   | Russland    | o      | o      | o      | xo     | xxo    | o      | o      | xxx    |        | 2,03            | alle drei Resultate im Jahr 2016 dopingbedingt annulliert |
| DOP   | Jelena Slessarenko    | Russland    | o      | o      | xo     | xo     | xo     | xo     | xxx    |        |        | 2,01            | alle drei Resultate im Jahr 2016 dopingbedingt annulliert |
| DOP   | Wita Palamar          | Ukraine     | o      | o      | o      | xo     | xo     | xx–    | x      |        |        | 1,99            | alle drei Resultate im Jahr 2016 dopingbedingt annulliert |

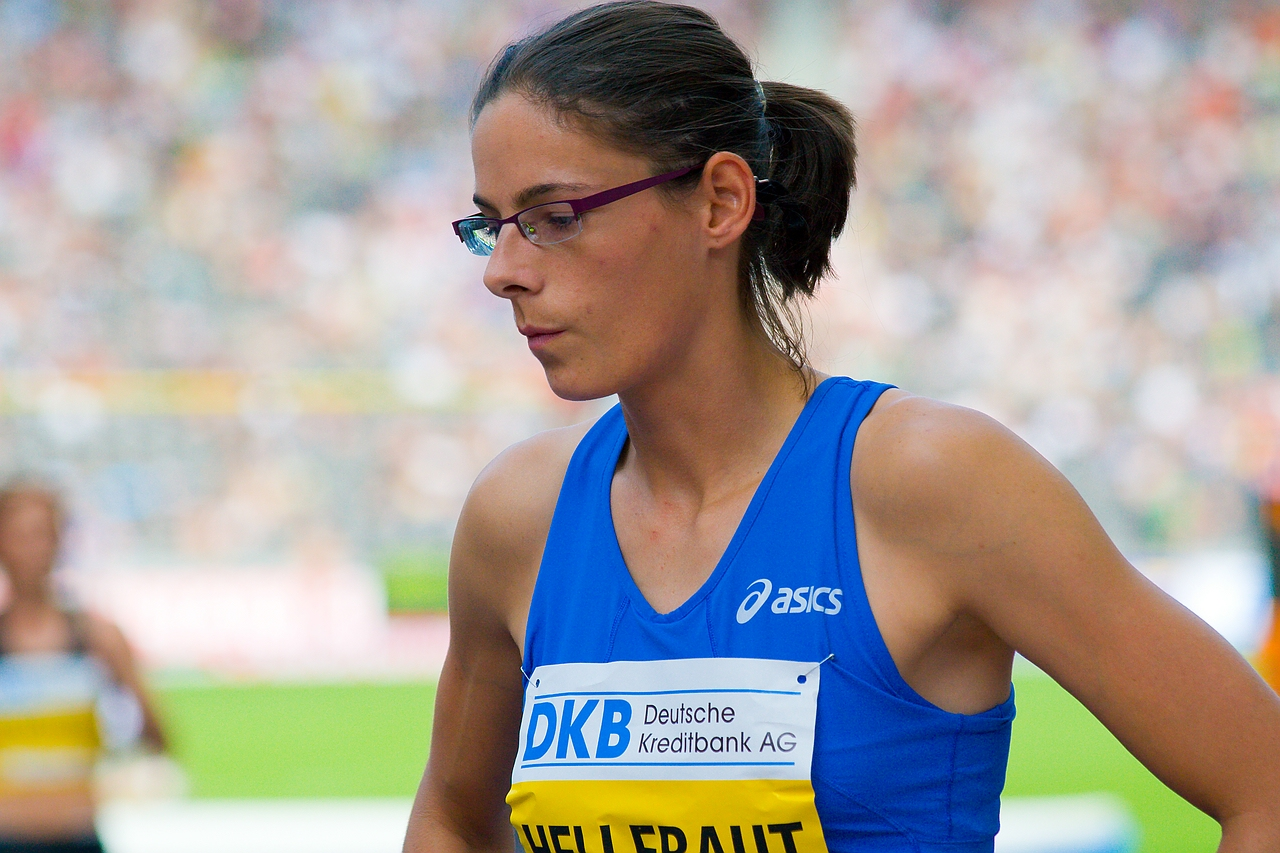
Etwas überraschend gab es Gold für Tia Hellebaut

Im Finale standen fünfzehn Athletinnen, von denen keine die Qualifikationshöhe von 1,96 m angegangen war, weil sich in der Ausscheidung abgezeichnet hatte, dass 1,93 m für die Finalteilnahme reichen würden. Um die Medaillen kämpften zwei Hochspringerinnen aus Tschechien sowie je eine Teilnehmerin aus Belgien, Deutschland, Italien, Schweden, Kasachstan, Kroatien, Russland, Spanien, der Ukraine und den Vereinigten Staaten. Drei weitere Athletinnen – zwei aus Russland und eine aus der Ukraine – wurden acht Jahre nach diesen Spielen bei Nachkontrollen des Dopingmissbrauchs überführt und disqualifiziert – siehe oben Abschnitt "Doping".
Zum engeren Kreis der Favoritinnen gehörten die kroatische Weltmeisterin von 2007 und EM-Vierte von 2006 Blanka Vlašić, die italienische Vizeweltmeisterin von 2007 Antonietta Di Martino, die US-amerikanische Vizeweltmeisterin von 2005 Chaunté Howard und die belgische Europameisterin von 2006 Tia Hellebaut. Auch die drei Dopingbetrügerinnen wären hier mitzuzählen, doch ein näheres Eingehen auf diese Athletinnen erübrigt sich hier.
Neun Hochspringerinnen waren noch im Wettbewerb, als die Höhe von 1,99 m gefordert war. Bis dahin hatten Vlašić, Hellebaut, die Spanierin Ruth Beitia und die Deutsche Ariane Friedrich alles im ersten Versuch bewältigt. Howard und die Schwedin Emma Green hatten zwei Fehlversuche zu Buche stehen, wobei Green die zuletzt aufgelegten 1,96 m erst mit ihrem dritten Sprung genommen hatte. Auch die drei später disqualifizierten Wettbewerberinnen waren noch mit dabei, Tschitscherowa und Palamar standen bei einem Fehlsprung, Slessarenko hatte zweimal gerissen. Nur Vlašić behielt bei 1,99 m ihre weiße Weste. Hellebaut benötigte zwei, Howard drei Versuche, um die Höhe zu überspringen. Beitia, Friedrich und Green scheiterten jeweils dreimal. Slessarenko und Palamar waren mit ihren jeweils zweiten Sprüngen erfolgreich, Tschitscherowa zog im dritten Versuch ebenfalls nach. Damit belegten Ruth Beitia und Ariane Friedrich gemeinsam den siebten Platz. Emma Green war Neunte. Im Abschlussresultat des Jahres 2016 waren diese drei Athletinnen allerdings um jeweils drei Ränge besser positioniert.
Die Höhe von 2,01 m gingen Vlašić, Hellebaut, Howard sowie die drei gedopten Springerinnen an. Vlašić blieb weiter ohne Fehlversuch, auch Tschitscherowa war mit ihrem ersten Sprung erfolgreich. Hellebaut und Slessarenko bewältigten die Aufgabe mit ihren jeweils zweiten Versuchen. Palamar sparte sich ihren letzten Sprung für die nächste Höhe auf, nachdem sie zweimal gerissen hatte, während Howard 2,01 m dreimal vergeblich anging, sie war damit Sechste, gewann jedoch mit ihren 1,99 m am Ende die Bronzemedaille. Auch 2,03 m nahmen Vlašić und Tschitscherowa auf Anhieb, Hellebaut mit ihrem zweiten Versuch. Palamar scheiterte nun mit ihrem letzten verbleibenden Versuch, Slessarenko schied mit drei Fehlversuchen ebenfalls aus. Nun wurden 2,05 m aufgelegt und jetzt war der Ablauf anders: Hellebaut zeigte sich nervenstark und war mit dem ersten Sprung erfolgreich, das war ein neuer belgischer Rekord. Vlašić produzierte ihren ersten Fehlversuch des Wettbewerbs überhaupt, aber sie blieb im Rennen und nahm die Höhe mit dem zweiten Sprung. Für Tschitscherowa, die letzte im Rennen verbliebene gedopte Athletin, war nach drei Fehlsprüngen über 2,05 m der Wettbewerb zu Ende. Weiter ging es mit 2,07 m, was olympischer Rekord gewesen wäre. Hier fiel die Entscheidung. Vlašić scheiterte dreimal, während Hellebaut nach einem Fehlsprung auf weitere Versuche verzichtete. Tia Hellebaut hatte Gold gewonnen, weil sie bei Höhengleichheit weniger Versuche über die Siegeshöhe von 2,05 m benötigt hatte. Für Blanka Vlašić gab es die Silbermedaille.
Auch wenn der Olympische Rekord hier nicht erreicht wurde, hatte der Wettbewerb ein hohes Niveau mit einer starken Leistungsdichte.
Tia Hellebaut war die erste belgische Olympiasiegerin im Hochsprung der Frauen.
Blanka Vlašić gewann die erste kroatische Medaille in dieser Disziplin.

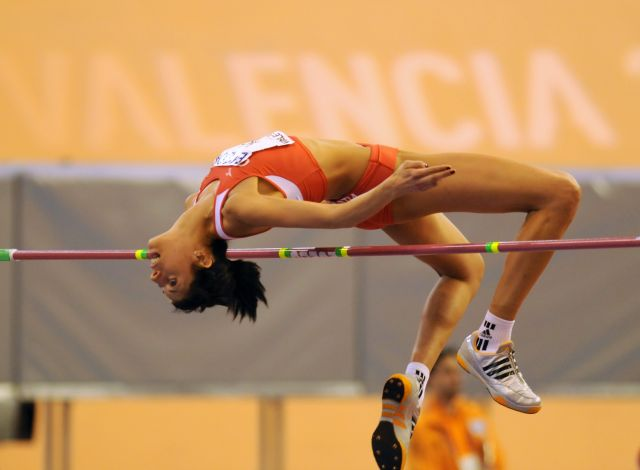
Silbermedaille für Blanka Vlašić
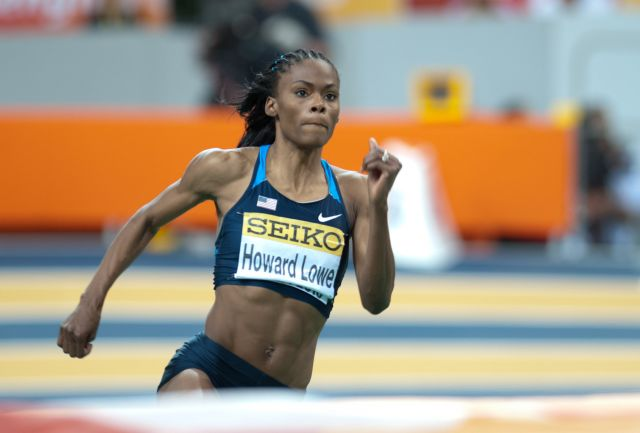
Bronzemedaillengewinnerin Chaunté Howard
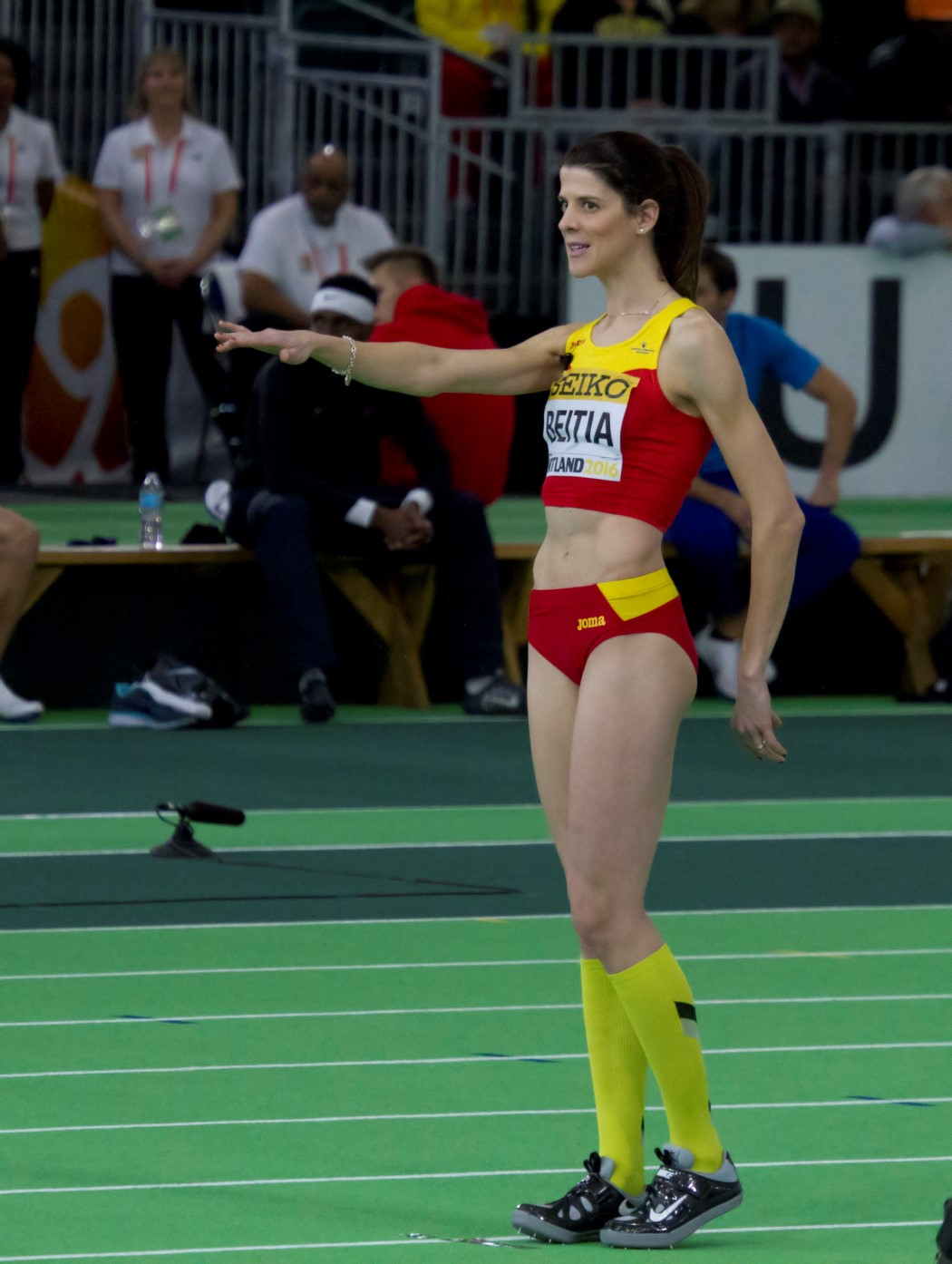
Ruth Beitia erreichte den geteilten vierten Platz
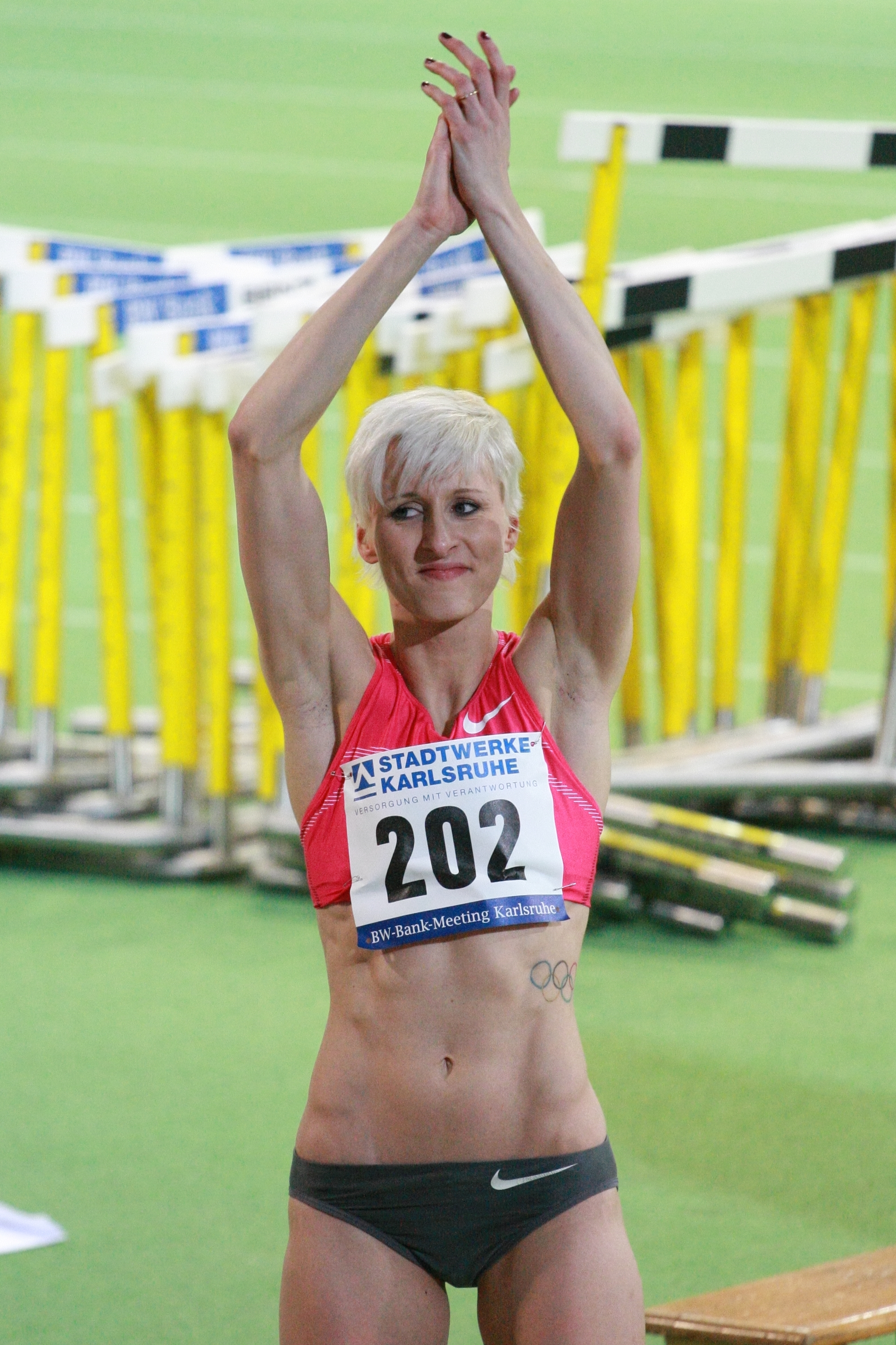
Ariane Friedrich belegte – geteilter Rang vier
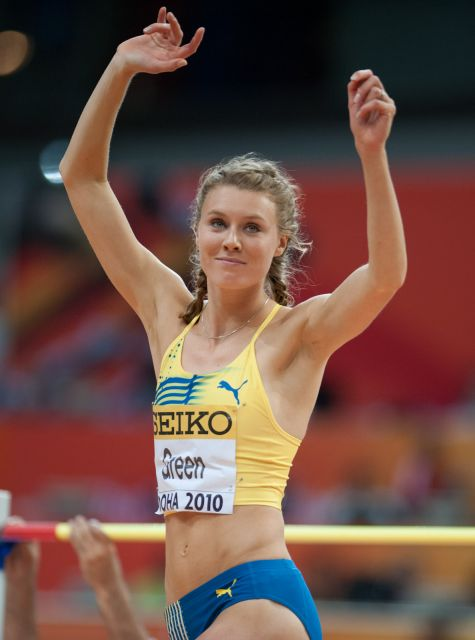
Die Olympiasechste Emma Green
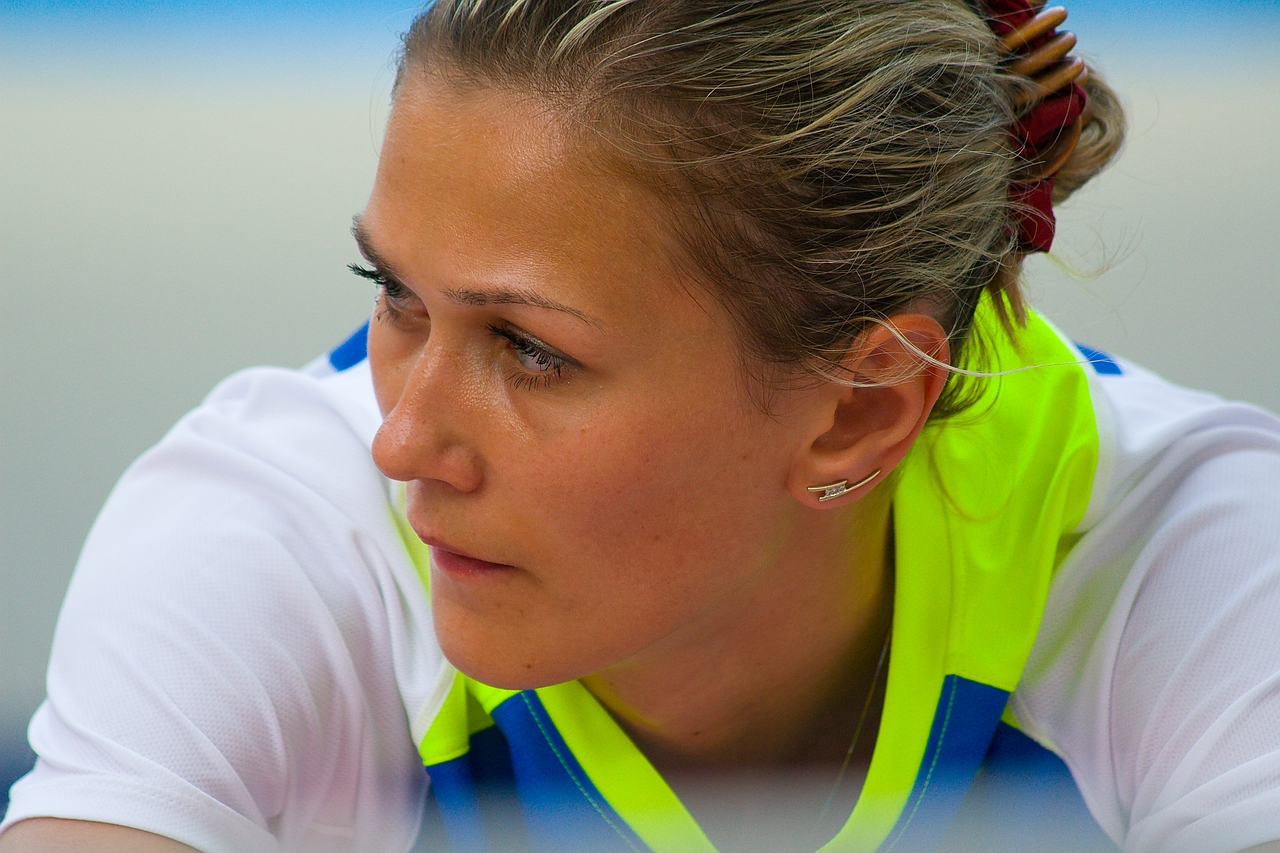
Auf dem geteilten siebten Platz: Marina Aitowa
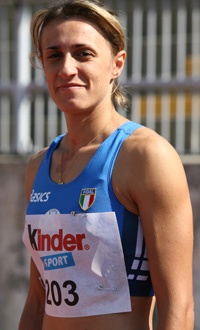
Antonietta Di Martino – ebenfalls Siebte
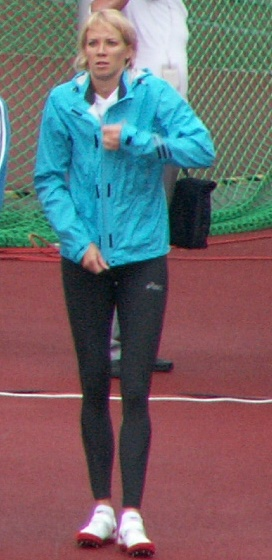
Iva Straková belegte den geteilten Rang neun
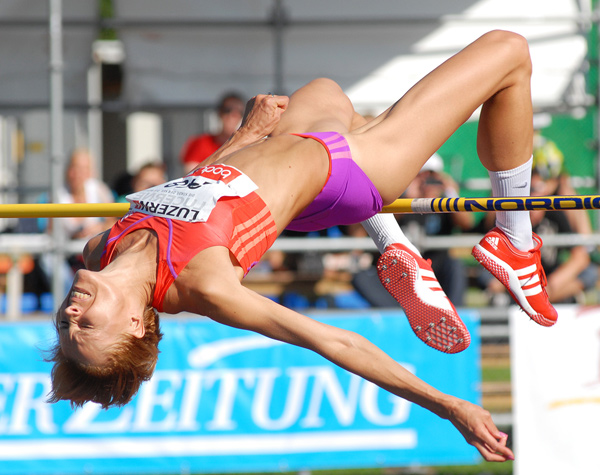
Ebenfalls Neunte wurde Wita Stjopina
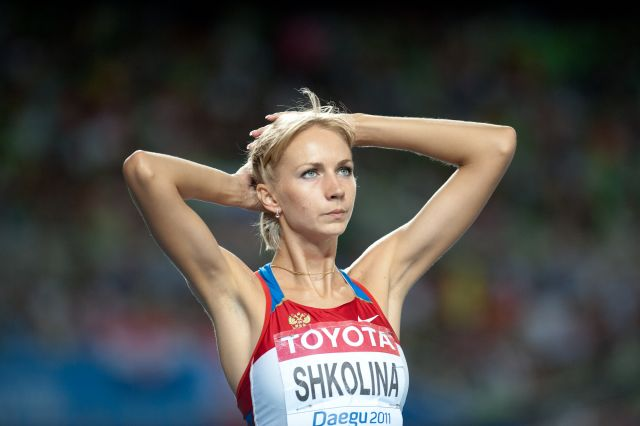
Swetlana Schkolina kam auf den elften Platz
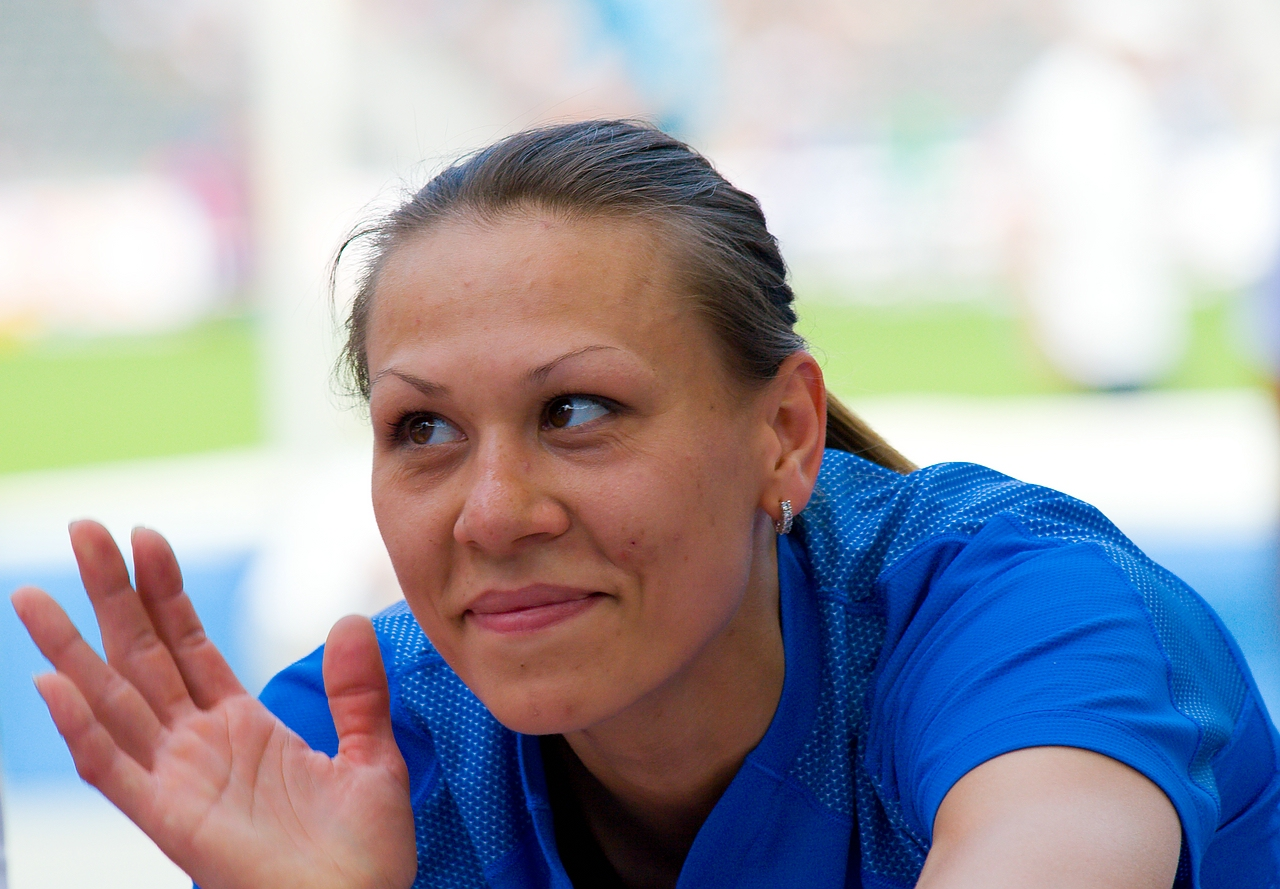
Romana Dubnová – Rang zwölf
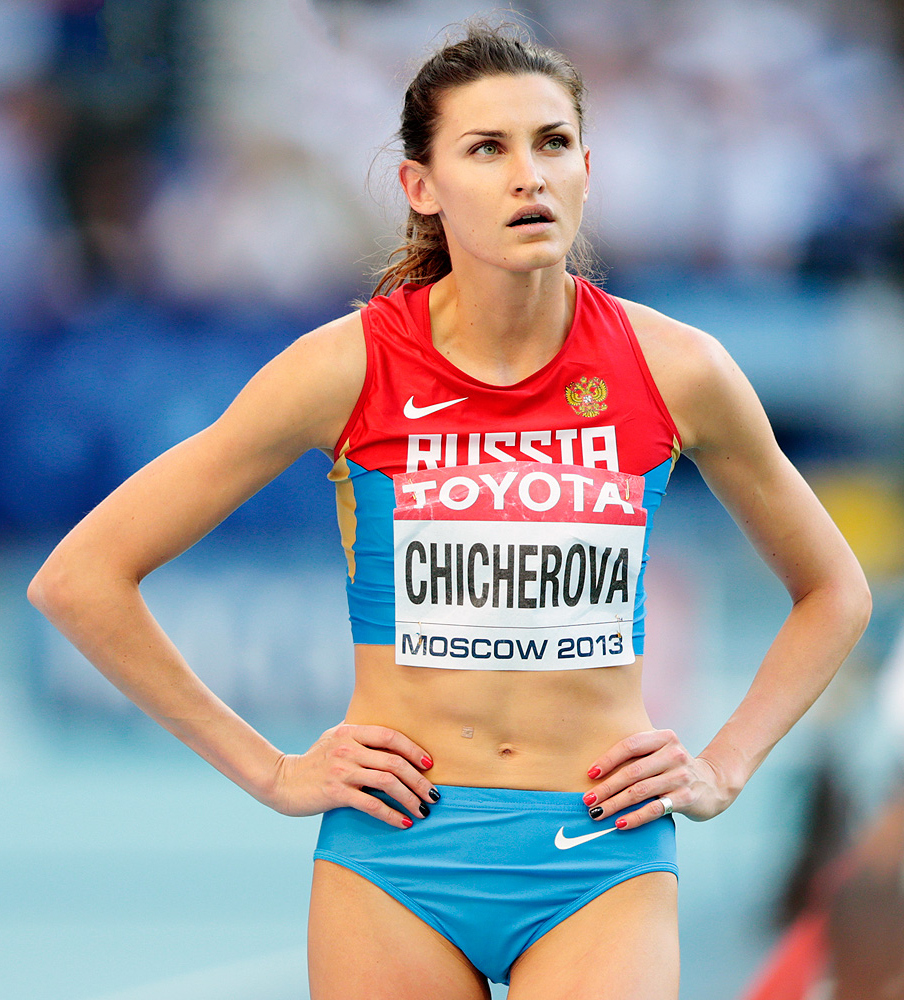
Anna Tschitscherowa – eine von drei Dopingsünderinnen in dieser Konkurrenz
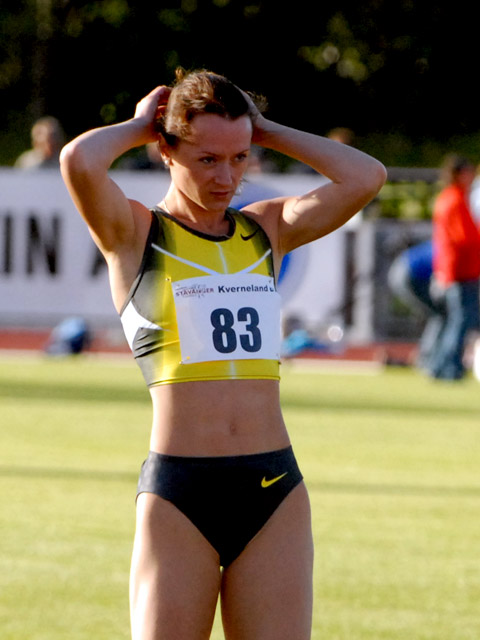
Die gedopte Jelena Slessarenko

## Videolinks
- olympic games 2008Tia Hellebaut jumps to Gold medal, youtube.com, abgerufen am 15. März 2022
- Tia Hellebaut, Blanka Vlasic e Ana Chicherova - 2008, youtube.com, abgerufen am 15. März 2022